# Uchoa
Uchoa è un comune del Brasile nello Stato di San Paolo, parte della mesoregione di São José do Rio Preto e della microregione omonima.